# Sande Zeig
Sande Zeig, née en 1951, est une actrice, metteuse en scène, réalisatrice et écrivaine américaine. Elle est notamment la réalisatrice du drame romantique The Girl en 2000.

## Biographie
Née en 1951, Sande Zeig est originaire de New York et d'origine juive. Elle étudie le théâtre dans le Wisconsin et à Paris. En 1975, elle vit à Paris, étudie le mime et enseigne le karaté. Lors d'une réunion du Front lesbien, elle rencontre , la théoricienne féministe lesbienne Monique Wittig dont elle devient la compagne. De juillet à novembre 1975, Sande Zeig et Monique Wittig s'installent ensemble en Grèce pour écrire Brouillon pour un dictionnaire des amantes, publié en 1976 aux Éditions Grasset,. Elles s'installent ensuite en Californie.
Le long métrage The Girl sort en 2000 et est basé sur une nouvelle de Monique Wittig,. Le film sorti en 2008, Soul Masters: Dr. Guo and Dr. Sha, suit le travail de deux guérisseurs chinois, dont l'un a soigné le père de Zeig.
Elle est la fondatrice de la société de distribution de films new-yorkaise Artistic License Films.
Le théâtre est aussi une activité importante pour Sande Zeig, souvent en collaboration avec Monique Writtig. Elle met ainsi en scène une pièce de celle-ci, The Constant Journey en 1984, une réécriture de Don Quichotte avec des personnages uniquement féminins. Le personnage de Don Quichotte est une lesbienne. La pièce est montée pour la première fois à Paris, au théâtre du Rond-Point, en 1985, avec comme actrices Sande Zeig et Paule Kingleur.

## Filmographie
- Parc central (1994)
- The Girl (2000)
- Maîtres de l'âme : Dr Guo et Dr Sha (2008)
- Apache 8 (2011)
- Le Voyage de Sœur Jaguar (2015)